# Мастер ФИДЕ
Мастер ФИДЕ (аббревиатура FM) — шахматное звание, которое присуждается пожизненно Международной шахматной федерацией и стоит ниже званий гроссмейстера и международного мастера. Существует общее звание FM, которое может быть присвоено как мужчинам, так и женщинам, и звание мастера ФИДЕ для женщин (WFM).

## Требования к получению
Чтобы стать мастером ФИДЕ, необходимо иметь международный рейтинг Эло не ниже 2300 (2100 для женского титула WFM), при этом шахматист должен сыграть не менее 30 рейтинговых партий. В отличие от званий международного мастера или гроссмейстера, звание мастера ФИДЕ не требует выполнения нормативов. Звание может быть присвоено по достижении в какой-то момент промежуточного рейтинга (не опубликованного), это значит, что звание можно получить в середине рейтингового периода или даже в середине турнира. После этого игрок может проигнорировать последующие результаты при подаче заявки на присвоение звания.
Для незамедлительного присвоения прямого звания кандидат должен в некий момент времени достичь минимального рейтинга ЭЛО 2100. Если кандидат пока ещё имеет более низкий рейтинг, звание присуждается условно и будет окончательно присвоено по запросу соответствующей федерации, как только будет достигнут минимальный рейтинг.
Для оформления звания Мастер ФИДЕ также необходимо заплатить взнос в ФИДЕ — 70 евро, а также взнос в ФШР, который составляет 21 евро. Оплата производится в рублях по курсу ЦБ России на 1 число текущего месяца.
Независимо от этих критериев, звание FM автоматически присуждается ФИДЕ игрокам, достигшим одного из следующих достижений:
1. Не менее 65 % набранных очков на шахматной олимпиаде (минимум из девяти игр), командном чемпионате мира или континента (минимум из семи игр);
2. Победа на любительском чемпионате мира;
3. Второе или третье место на молодёжном чемпионате мира в возрастной группе до 18 или до 16 лет;
4. Победа на молодёжном чемпионате мира в возрастной группе до 14 или до 12 лет;
5. Второе или третье место на взрослом континентальном чемпионате;
6. Второе или третье место на молодежном первенстве континента в возрастной группе до 20 или до 18 лет;
7. Победа на молодежном чемпионате континента в возрастной группе U16, U14 или U12;
8. Не менее 65 % как минимум в девяти играх субконтинентального чемпионата;
9. Второе или третье место на чемпионате Содружества, чемпионате мира международной ассоциации незрячих шахматистов, международной ассоциации глухих шахматистов или международной ассоциации шахматистов с нарушением ОДС.
10. Победа на молодежном чемпионате мира международной ассоциации незрячих шахматистов, международной ассоциации глухих шахматистов или международной ассоциации шахматистов с нарушением ОДС.

По состоянию на 2024 год в мире насчитывается 8969 игроков, носящих звание FM и 1953 шахматистки, имеющих звание WFM.

## История происхождения
Звание Мастера ФИДЕ учреждено конгрессом ФИДЕ (1978) по предложению квалификационной комиссии ФИДЕ. Первым мастером ФИДЕ стал Йоун Арнасон. Через три года был введен и женский титул. Первые 22 игрока были удостоены этого титула на Конгрессе ФИДЕ 1979 года. С 1990 года существуют также мастера шахматной композиции ФИДЕ — звание, присуждаемое Всемирной федерацией шахматной композиции.

## Рекорды
Шахматист из Венесуэлы Сальвадор Диас Кариас стал мастером ФИДЕ в рекордные 88 лет. Являясь чемпионом Венесуэлы и участником шахматной олимпиады 1968 года, Диас никогда не подавал документов на оформление звания. Друзья шахматиста, изучив шахматную статистику по своим соотечественникам, увидели «Шахматный информатор» за 1971 год с рейтингом 2300 баллов Эло у Диаса и тут же подали в ФИДЕ запрос о присвоении звания мастера ФИДЕ, поскольку достижение данного рейтинга является единственным критерием.
По состоянию на 2024 год самым молодым мастером ФИДЕ является десятилетний аргентинец Фаустино Оро, который получил звание в 2023 году.